# Вересень 2013
Вересень 2013 — дев'ятий місяць 2013 року, що розпочався в неділю 1 вересня та закінчився в понеділок 30 вересня.

## Події
- 1 вересня
  - Українська ракета вивела на орбіту ізраїльський супутник Амос-4.
- 3 вересня
  - Microsoft оголосив про придбання за $7 млрд бізнесу мобільних телефонів Nokia.
  - * Окружний адміністративний суд Києва заборонив комуністам проводити збори громадян для початку процесу референдуму про вступ до Митного союзу.
- 4 вересня
  - У Будинку футболу відбулось жеребкування 1/16 фіналу Кубка України.
- 5 вересня
  - «Євроінтеграційний» законопроєкт про зміни до Конституції України (щодо безстрокового призначення суддів та генпрокурора) направлено до Конституційного суду для отримання висновків.
- 6 вересня
  - НАСА з космодрому Воллопс запустило апарат LADEE для вивчення місячної атмосфери.
  - Збірна України з футболу перемогла збірну Сан-Марино з рахунком 9:0, отримавши найрезультативніше досягнення у своїй історії.
- 7 вересня
  - Місцем проведення літніх Олімпійських ігор 2020 вибрано Токіо.
- 11 вересня
  - Голова Європейської комісії Жозе Мануель Баррозу закликав ЄС підтримати Україну.
- 14 вересня
  - Японія запустила ракету-носій «Епсилон».
- 15 вересня
  - Японія вимкнула останній ядерний реактор.
- 16 вересня
  - В Італії піднімають затонулу «Косту Конкордію» вагою 114 000 тонн і довжиною з три футбольні поля.
- 17 вересня
  - Україно-американська ракета космічного призначення Антарес запустила на орбіту корабель Cygnus в рамках місії Cygnus Orb-D1.
- 18 вересня
  - Кабінет Міністрів України схвалив проєкт Угоди про асоціацію з ЄС.
- 19 вересня
  - Розпочалася 10-а Ялтинська щорічна зустріч «Україна та світ в епоху змін: фактори успіху».
- 20 вересня
  - Через вбивство Павлоса Фіссаса, музиканта, відомого антифашистськими виступами, Грецію охопили масові заворушення.
- 22 вересня
  - Консервативний блок ХДС/ХСС, який очолює канцлер Анґела Меркель, переміг на виборах у бундестаг Німеччини.
  - Громадяни Швейцарії на референдумі проголосували за збереження загального призову на військову службу.
- 23 вересня
  - Суд Єгипту заборонив діяльність «Братів-мусульман» на території країни.
- 25 вересня
  - Президент Ірану Хассан Рухані привітав приєднання Сирії до Конвенції про хімічну зброю і засудив застосування такої зброї.
- 26 вересня
  - Космічний корабель Союз ТМА-10М успішно пристикувався до МКС.
  - Виступ президента Грузії Михайла Саакашвілі на 68-й сесії Генеральної асамблеї ООН спричинив демарш російської делегації.
- 28 вересня
  - Рада Безпеки ООН ухвалила резолюцію про знищення хімічної зброї в Сирії, це стало першою резолюцією за час громадянської війни у країні.
- 30 вересня
  - Нагороду Ради Європи отримав білоруський політичний в'язень Олесь Бяляцький.